# Radoslavci
Radoslavci – wieś w Słowenii, w gminie Ljutomer. W 2018 roku liczyła 298 mieszkańców.